# Les Gardiens de la Galaxie (film)
Cet article concerne le film de James Gunn. Pour les personnages et les séries de comics, voir Gardiens de la Galaxie.
Série l'univers cinématographique Marvel
Captain America : Le Soldat de l'hiver
(2014) Avengers : L'Ère d'Ultron
(2015)
Série Les Gardiens de la Galaxie
Les Gardiens de la Galaxie Vol. 2
(2017)
Pour plus de détails, voir Fiche technique et Distribution.
Les Gardiens de la Galaxie (Guardians of the Galaxy) est un film de super-héros américano-britannique réalisé par James Gunn, sorti en 2014.
Ce film, adapté de la série de comics du même nom, est la dixième étape de l'univers cinématographique Marvel inauguré en 2008 avec Iron Man de Jon Favreau, et fait partie de la phase deux. Il s'agit aussi du premier film de cet univers qui ne soit pas centré sur un membre des Avengers depuis 2008. Il est suivi en 2017 du film Les Gardiens de la Galaxie Vol. 2, et en 2023 avec Les Gardiens de la Galaxie Vol. 3.

## Synopsis
Sur Terre, en 1988, le jeune Peter Quill rend visite à sa mère à l'hôpital. Cette dernière est atteinte d'un cancer en phase terminale. Elle donne un cadeau à Peter puis meurt. Peter s'enfuit en pleurs, avant d'être aspiré par un vaisseau spatial.
Vingt-six ans plus tard, Peter est devenu «Star-Lord», un hors-la-loi opérant avec les Ravageurs, une bande de pillards. Peter arrive sur une planète abandonnée du nom de Morag. Équipé de divers gadgets et de son précieux walk-man, il y vole un Orbe (une sorte de sphère de la taille d'une petite balle) et s'enfuit après un combat contre les hommes de Korath, qui travaillent pour un Kree nommé Ronan l'Accusateur. Mais le chef des Ravageurs, Yondu Udonta, découvre son larcin et offre une récompense pour sa capture. Ronan a promis à Thanos le Titan fou, un des êtres les plus puissants de l'univers, de lui apporter l'Orbe, en échange de quoi Thanos réduira la planète Xandar (la capitale de l'empire Nova) en poussière. après mille ans de guerre entre l'empire Nova et l'empire Kree qui ont débouché sur la signature d'un traité de paix, Ronan veut détruire Xandar pour venger le peuple Kree. Il envoie la tueuse Gamora pour récupérer l'Orbe.
Quand Star-Lord essaie de vendre l'Orbe sur Xandar à un acheteur surnommé «le Courtier», celui-ci prend peur en apprenant par Peter qu'un partisan de Ronan voulait l'objet aussi et le renvoie. Gamora tend ensuite une embuscade à Quill et lui prend l'Orbe. Deux chasseurs de primes prennent alors part au combat : Rocket, un raton laveur génétiquement modifié, et Groot, un arbre humanoïde. Les Cohortes de Nova (les forces armées de Xandar) interviennent, arrêtent les quatre combattants et les emprisonnent au Kyln, une prison spatiale de haute sécurité. Là-bas, Gamora est menacée par plusieurs détenus, notamment Drax le Destructeur, qui désire la tuer car elle travaille pour Ronan, qui a tué la femme et la fille de Drax. Peter le dissuade en disant que Gamora peut attirer Ronan. Mais la jeune femme avoue qu'elle a trahi Ronan car elle ne veut pas le laisser utiliser le pouvoir de l'Orbe.
Ronan rencontre le père adoptif de Gamora et de Nébula, Thanos, dans son domaine, un champ d'astéroïdes nommé le Sanctuaire. Pendant sa conversation avec Thanos, Ronan tue « l'Autre », le serviteur du titan qui avait organisé l'attaque de New York avec Loki, à la suite d'une provocation. Thanos accuse Ronan d'être la cause de la trahison de Gamora et de la perte de l'Orbe.
Un peu plus tard, les quatre prisonniers, accompagnés de Drax, s'échappent de la prison dans le vaisseau de Peter, le Milan (dans la version originale, le vaisseau se nomme le Milano, en référence à Alyssa Milano). Ils se rendent sur l'astéroïde Knowhere, constitué de la tête coupée d'une créature céleste, qui sert depuis des centaines d'années de colonie minière au Groupe Tivan. Drax, ivre, envoie un message à Ronan pour qu'il vienne et qu'il puisse se venger, tandis que le reste de la bande accompagne Gamora chez son acheteur pour l'Orbe, Taneleer Tivan alias le Collectionneur. Tivan ouvre l'Orbe, révélant la Pierre du Pouvoir, une des six Pierres d’Infinité, des pierres dont les origines sont antérieures à la création de l'Univers, qui ont chacune un pouvoir destructeur. Mais seuls les êtres dotés d'une puissance exceptionnelle peuvent les manipuler. Soudain, Carina, la domestique de Tivan, essaie de dérober la pierre et est désintégrée, déclenchant une explosion qui détruit le Musée du Collectionneur.
Ronan arrive sur Knowhere et bat facilement Drax en combat singulier, tandis que les autres fuient dans de petits vaisseaux, poursuivis par les partisans de Ronan et la sœur de Gamora, Nébula. Cette dernière détruit le vaisseau de Gamora, la laissant gésir dans l'espace, et s'empare de l'Orbe. Peter contacte Yondu et donne son casque à Gamora afin qu'elle survive. Yondu arrive sur les lieux et les récupère. Peter réussit à conclure une trêve avec le chef des Ravageurs en le convainquant qu'ils peuvent récupérer l'Orbe. Les cinq compagnons savent que l'affrontement avec Ronan signifie une mort certaine, mais ils comprennent qu'ils doivent l'arrêter pour l'empêcher de détruire Xandar, voire la galaxie entière.
Sur son vaisseau, l'Astre Noir (un destroyer Kree), après avoir découvert que l'Orbe contient la Pierre du Pouvoir, Ronan trahit Thanos. Il enfonce la pierre dans l'Arme universelle (l'arme des dirigeants Kree) et parvient à maîtriser l'énergie de la pierre. Ronan menace Thanos en lui disant qu'une fois qu'il aura détruit Xandar, il viendra lui régler son compte. Nébula, dès lors, fait le choix de trahir son père adoptif et de rejoindre Ronan.
Dans le ciel de Xandar, l'Astre Noir est attaqué par les appareils des Cohortes de Nova, ceux des Ravageurs et le Milan, qui réussit à infiltrer le destroyer Kree. Tandis que Ronan utilise l'Arme universelle pour détruire les vaisseaux des Cohortes qui empêchent son destroyer de se poser au sol, Drax tue Korath. Gamora bat Nébula, qui s'enfuit, et réussit à ouvrir les portes de la pièce où se trouve Ronan. Grâce à une arme de Rocket, Peter tire sur Ronan, ce qui déclenche une énorme explosion. Le destroyer tombe sur Xandar et Groot se sacrifie en faisant de son corps un cocon de branches pour protéger ses amis. Après le crash de son vaisseau, Ronan sort de l'épave indemne et se prépare à détruire Xandar, mais Peter le distrait en dansant et en chantant, invitant même Gamora à le rejoindre - celle-ci refuse -, ce qui permet à Drax et Rocket de détruire l'Arme universelle. Peter saisit alors la pierre avant qu'elle n'atteigne le sol et commence à subir ses effets destructeurs. Mais Gamora, puis Drax et Rocket s'unissent pour partager avec lui l'énergie de la pierre, ce qui leur permet de ne pas être désintégrés. Grâce à cette énergie, Peter anéantit Ronan.
Après cette victoire, Yondu exige de recevoir la pierre conformément à l'accord passé avec Star-Lord. En quittant la planète, Kraglin, l'un des ravageurs, dit à Yondu que c'était une bonne chose de ne pas avoir ramené Peter à son père comme ils étaient censés le faire. De son côté, Peter a réussi à duper Yondu et confie le nouvel orbe renfermant la pierre aux Cohortes de Nova. Ces dernières effacent les casiers judiciaires du groupe de Peter, maintenant connu sous le nom de Gardiens de la Galaxie. À la suite d'une analyse de son ADN, Peter apprend qu'il est seulement à moitié terrien, son père étant un être d'une origine très ancienne et inconnue. C'est grâce à cette origine que Peter et les trois autres Gardiens n'ont pas été désintégrés par la pierre. Peter ouvre finalement le dernier cadeau qu'il a reçu de sa mère : une cassette audio, appelée « Awesome Mix Vol. 2 », qui contient ses chansons préférées. Les Gardiens quittent Xandar à bord du Milan, acceptant de se placer sous le commandement de Star-Lord.
Scène post-générique
Dans son musée dévasté, le Collectionneur, hébété, boit un cocktail. Le chien Cosmo vient lui lécher le visage. Howard the Duck, buvant également un cocktail, déclare qu'il ne comprend pas comment il peut accepter de se faire lécher comme ça.

## Fiche technique
Sauf indication contraire, les informations mentionnées dans cette section peuvent être confirmées par les bases de données cinématographiques IMDb et Allociné,  présentes dans la section « Liens externes ».
- Titre original : Guardians of the Galaxy
- Titre français : Les Gardiens de la Galaxie
- Réalisation : James Gunn
- Scénario : James Gunn et Nicole Perlman, d'après la série de comics Gardiens de la Galaxie créée par Dan Abnett et Andy Lanning
- Musique : Tyler Bates
- Direction artistique : Ravi Bansal, Matthew Broderick, Thomas Brown, Ray Chan, Jordan Crockett, Romek Delmata, Alan Payne, Erik Polczwartek, Phil Sims, Mike Stallion et Mark Swain
- Décors : Charles Wood
- Costumes : Alexandra Byrne et Nadine Powell
- Photographie : Ben Davis
- Son : Christopher Boyes, Lora Hirschberg, David Acord
- Montage : Fred Raskin, Hughes Winborne et Craig Wood
- Production : Kevin Feige
  - Production exécutive : Stan Lee et Jeremy Latcham[2]
  - Production déléguée : Victoria Alonso (en), Louis D'Esposito (es), Alan Fine (en), Nikolas Korda, Jeremy Latcham et Stan Lee
  - Coproduction : Jonathan Schwartz, David J. Grant et Jonathan Schwartz
- Sociétés de production[3] : 
  - États-Unis : Walt Disney Pictures, Moving Picture Company et Marvel Enterprises, présenté par Marvel Studios
  - Royaume-Uni : Longcross Studios
- Société de distribution : Walt Disney Studios Motion Pictures
- Budget : 170 millions de $[4]
- Pays de production :  États-Unis,  Royaume-Uni
- Langue originale : anglais
- Format[5] : couleur (Technicolor) - 35 mm / D-Cinema - 2,39:1 (Cinémascope) (Panavision) - son Datasat | Dolby Digital | Dolby Atmos | Dolby Surround 7.1 | Sonics-DDP (IMAX version) | Auro 11.1
- Genre : action, aventures, comédie, science-fiction, super-héros
- Durée : 120 minutes
- Dates de sortie[6] :
  - États-Unis : 21 juillet 2014 (première mondiale à Los Angeles)[7] ; 1er août 2014 (sortie nationale) ; 1er septembre 2018 (ressortie en version IMAX) ; 12 novembre 2019 (sortie sur Disney+)
  - Québec : 29 juillet 2014 (Festival international du film FanTasia) ; 1er août 2014 (sortie nationale)[8]
  - Royaume-Uni : 31 juillet 2014
  - France, Belgique, Suisse romande : 13 août 2014[9],[10]
- Classification[11] :
  - États-Unis : accord parental recommandé, film déconseillé aux moins de 13 ans (PG-13 - Parents Strongly Cautioned)[Note 1]
  - Royaume-Uni : les enfants de moins de 12 ans doivent être accompagnés d'un adulte (12A - Suitable for 12 years and over)[12]
  - France : tous publics[13]
  - Belgique : tous publics (Alle Leeftijden)[9]
  - Suisse romande : interdit aux moins de 12 ans[14]
  - Québec : tous publics - déconseillé aux jeunes enfants (G - General Rating)[8]

## Distribution
- Chris Pratt (VF : David Krüger ; VQ : Philippe Martin) : Peter Jason Quill / Star-Lord
- Zoe Saldaña (VF : Nathalie Karsenti ; VQ : Catherine Proulx-Lemay) : Gamora
- David Bautista (VF : Serge Biavan ; VQ : Blaise Tardif) : Drax le Destructeur
- Vin Diesel (VF et VQ : lui-même) : Groot (voix)
- Bradley Cooper (VF : Alexis Victor ; VQ : Maël Davan-Soulas) : Rocket (voix)
- Lee Pace (VF : Gilles Morvan ; VQ : Christian Perrault) : Ronan l'Accusateur
- John C. Reilly (VF : Michel Dodane ; VQ : Yves Soutière) : Rhomann Dey, un officier des Cohortes de Nova (en)
- Glenn Close (VF : Martine Meirhaeghe ; VQ : Anne Caron) : Irani Rael / Nova Prime[15], chef des Cohortes de Nova (en)
- Benicio del Toro (VF : Boris Rehlinger ; VQ : Guy Nadon) : Taneleer Tivan / le Collectionneur
- Michael Rooker (VF : Julien Kramer ; VQ : Paul Sarrasin) : Yondu Udonta
- Karen Gillan (VF : Laëtitia Lefebvre ; VQ : Kim Jalabert) : Nébula
- Djimon Hounsou (VF : Frantz Confiac ; VQ : Pierre-Yves Cardinal) : Korath
- Josh Brolin (VF : Paul Borne ; VQ : Tristan Harvey) : Thanos (capture de mouvement et voix[16], non crédité)
- Laura Haddock (VF : Hélène Bizot ; VQ : Émilie Josset) : Meredith Quill
- Sean Gunn (VF : Thibaut Belfodil ; VQ : Alexis Lefebvre) : Kraglin Obfonteri (en), le Second de Yondu / doublure de Rocket[17] (capture de mouvement)
- Peter Serafinowicz (VF : Jean Barney ; VQ : Daniel Lesourd) : Garthan Saal
- Christopher Fairbank (VF : Pierre Laurent ; VQ : François Sasseville) : le courtier
- Gregg Henry (VF : Patrick Raynal ; VQ : Jean-Marie Moncelet) : Jason Quill, le grand-père de Peter Quill
- Ophelia Lovibond (VF : Karine Foviau ; VQ : Rachel Graton) : Carina
- Wyatt Oleff : Peter Quill à 8 ans
- Sharif Atkins : un pilote des Cohortes de NOVA
- Stan Lee : le vieil homme avec une femme Xandarienne[18],[19] (caméo)
- Nathan Fillion : un détenu de prison sur la station carcérale Kyln qui se fait attraper par le nez par Groot[18] (voix - caméo)
- Alexis Denisof : l'Autre
- Rob Zombie : le navigateur des Ravageurs (voix - caméo)
- James Gunn : Maskless Sakaaran (caméo)
- Tyler Bates : le pilote des Ravageurs (caméo, non crédité)
- Lloyd Kaufman : un prisonnier (caméo, non crédité)
- Ralph Ineson : un ravageur
- Seth Green (VF : Sébastien Desjours) : Howard the Duck (voix) (caméo, scène post-générique, non crédité)[20]
Version française
  - Studio de doublage : Dubbing Brothers
  - Direction artistique : Hervé Bellon
  - Adaptation : Thomas Murat

Sources et légende : version française (VF) sur RS Doublage, AlloDoublage et selon le carton du doublage français cinématographique. Version québécoise (VQ) sur la fiche de doublage à la fin du film.

Photos des acteurs principaux
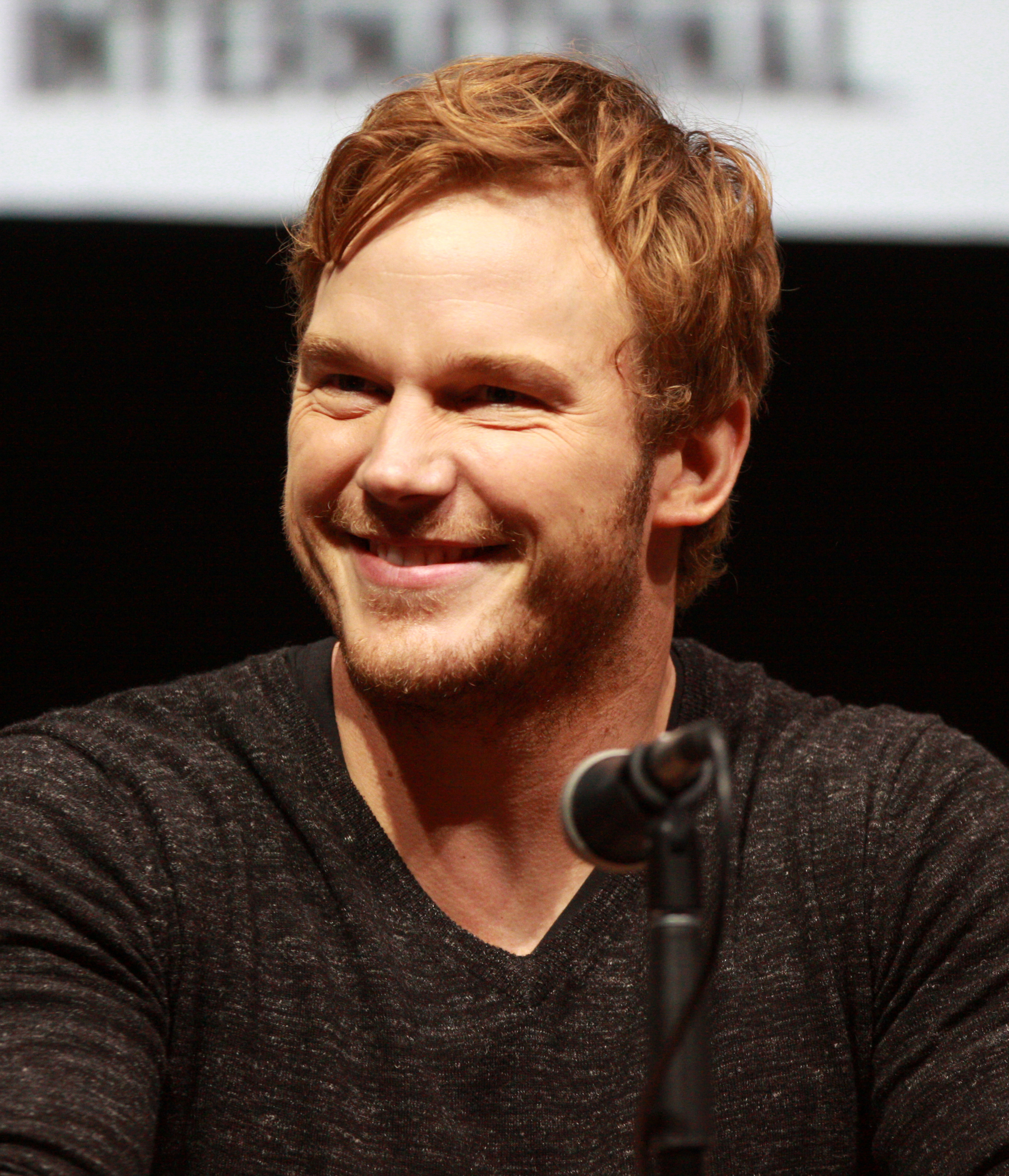
Chris Pratt
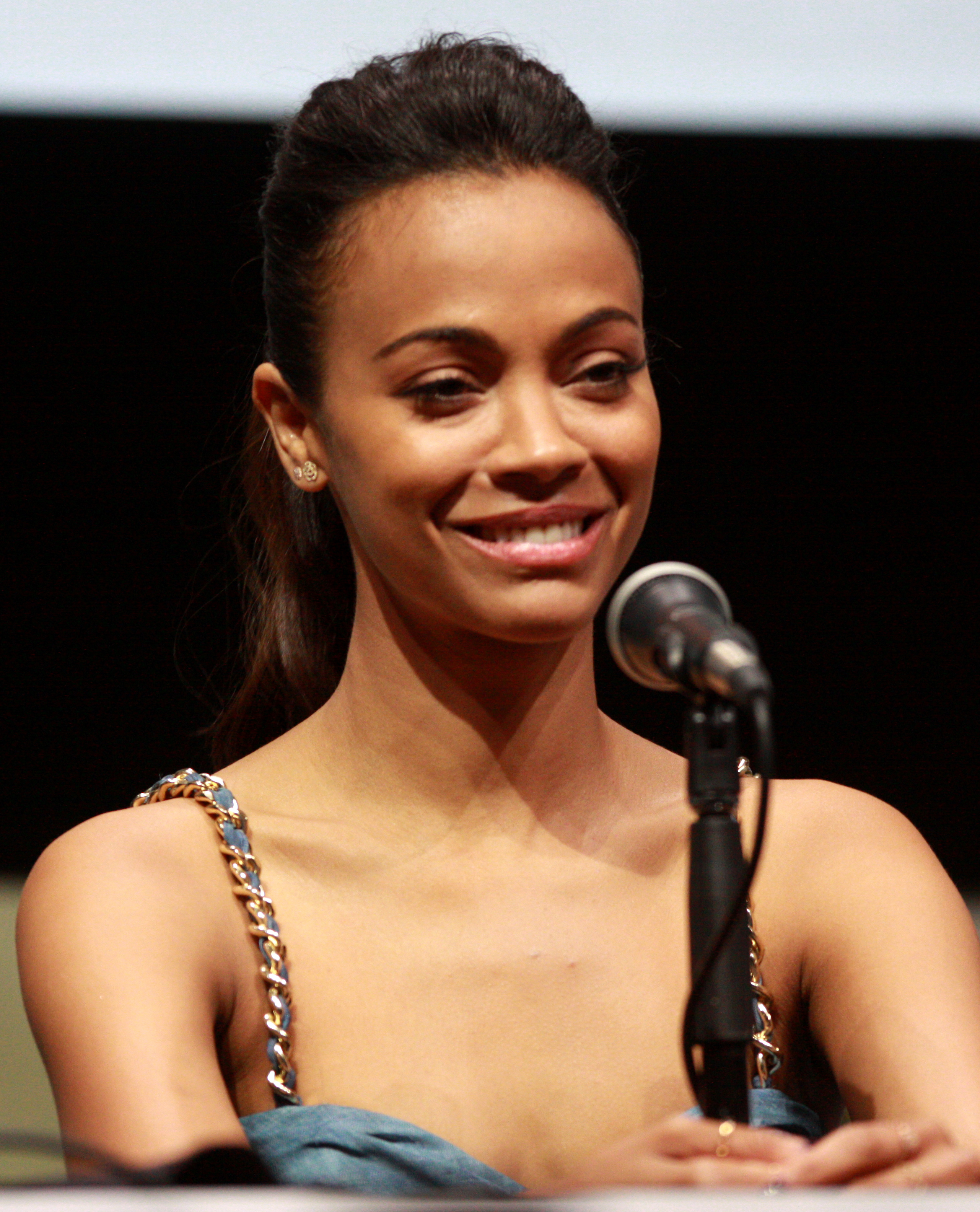
Zoe Saldana
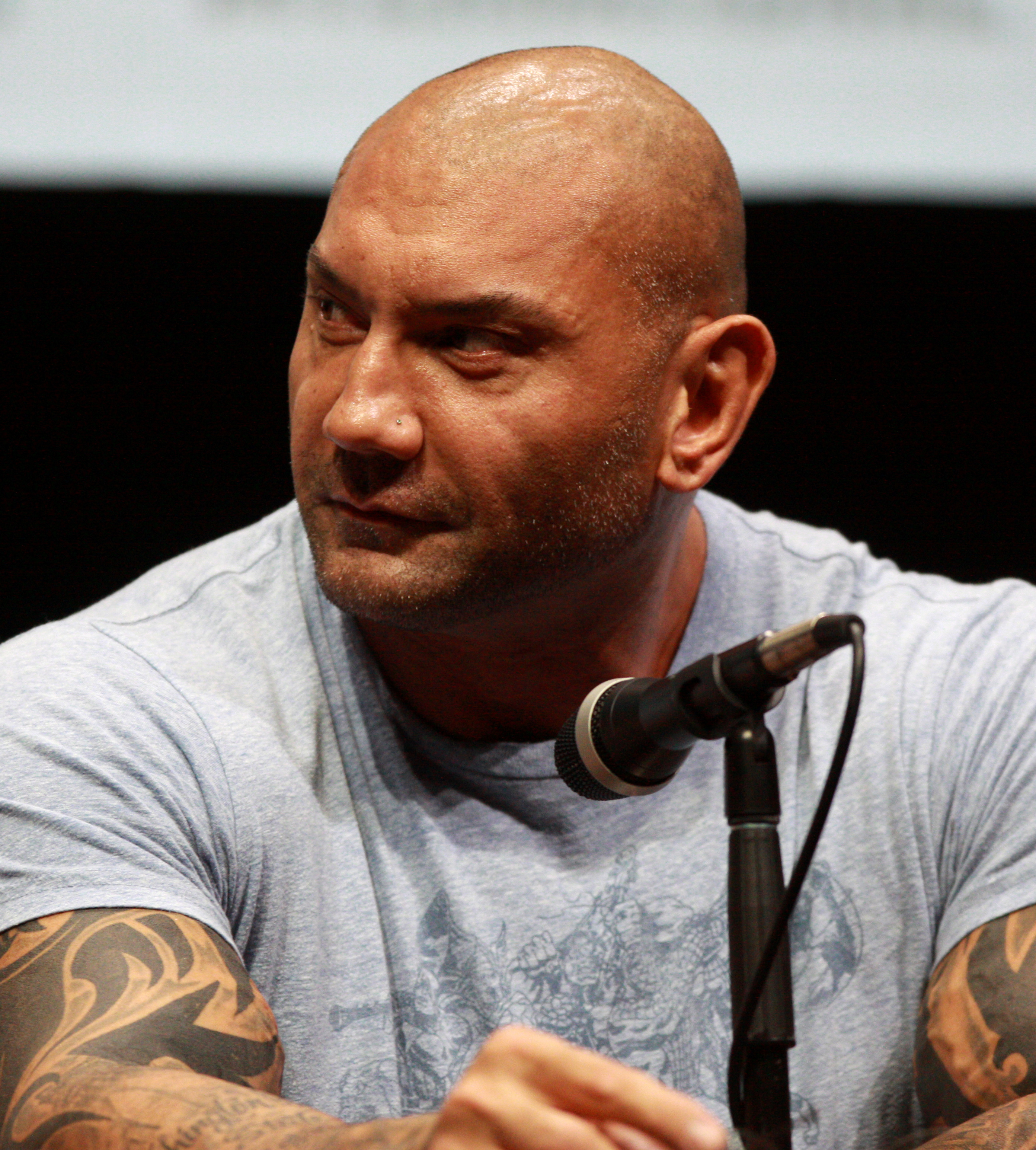
David Bautista
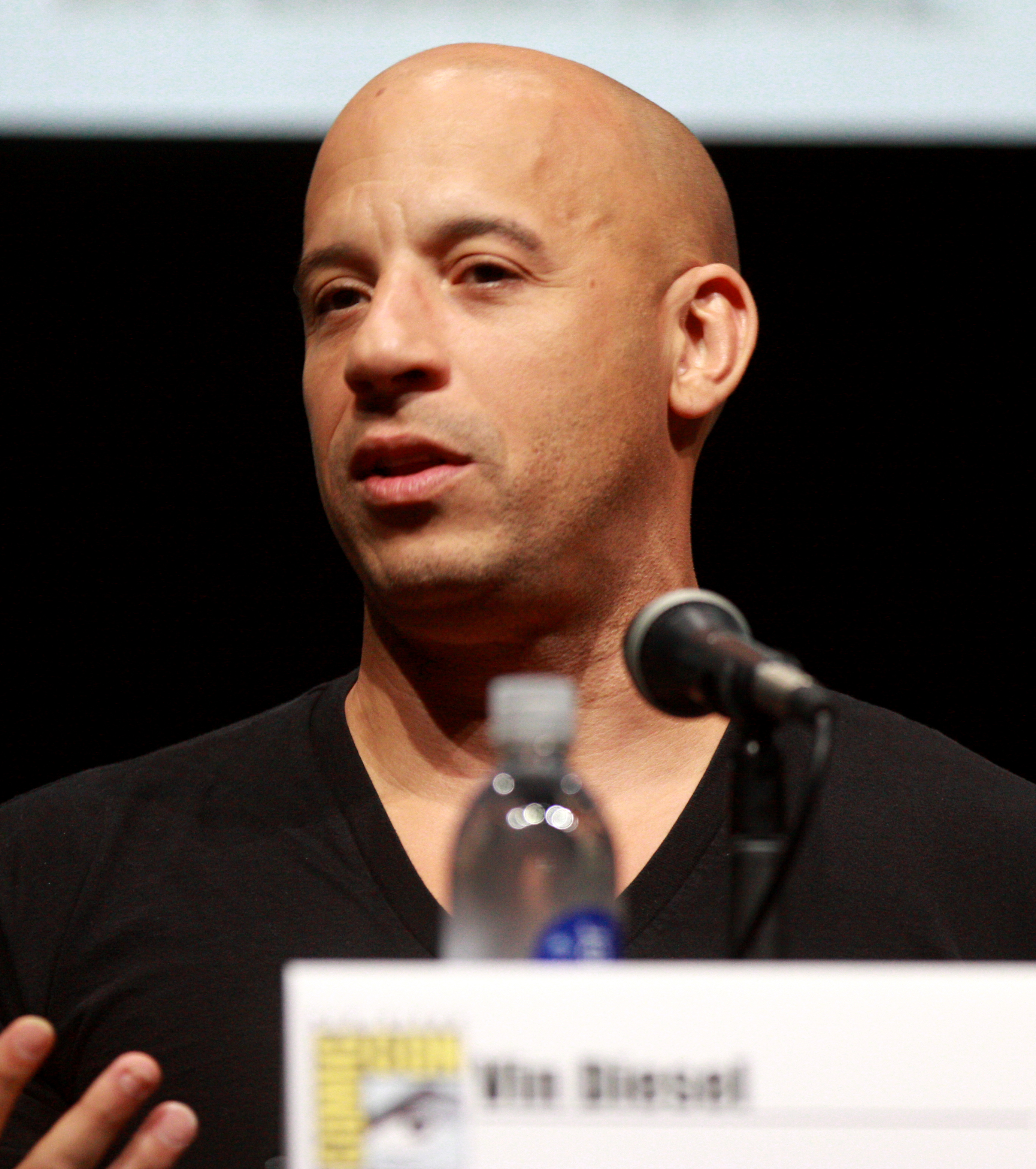
Vin Diesel
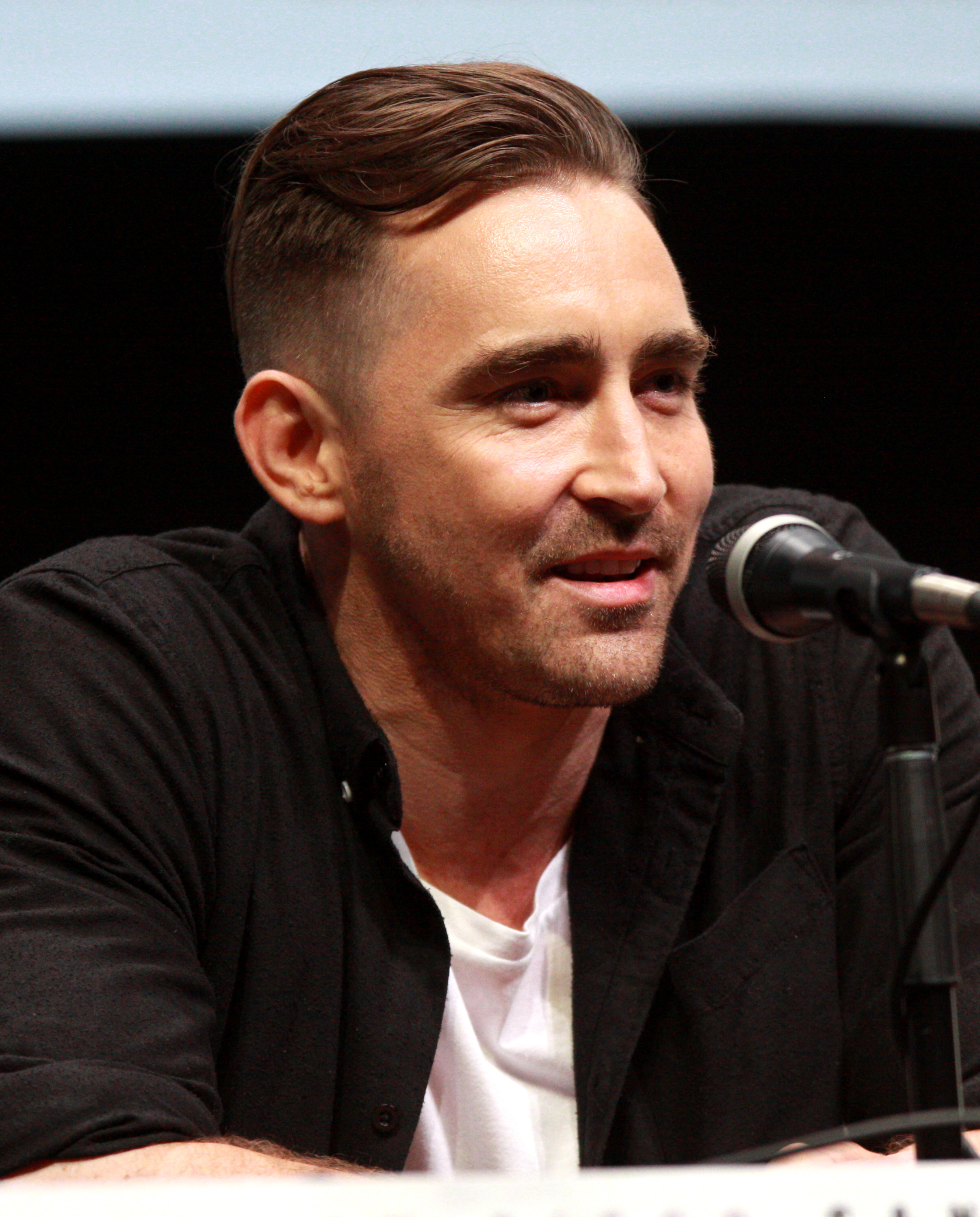
Lee Pace
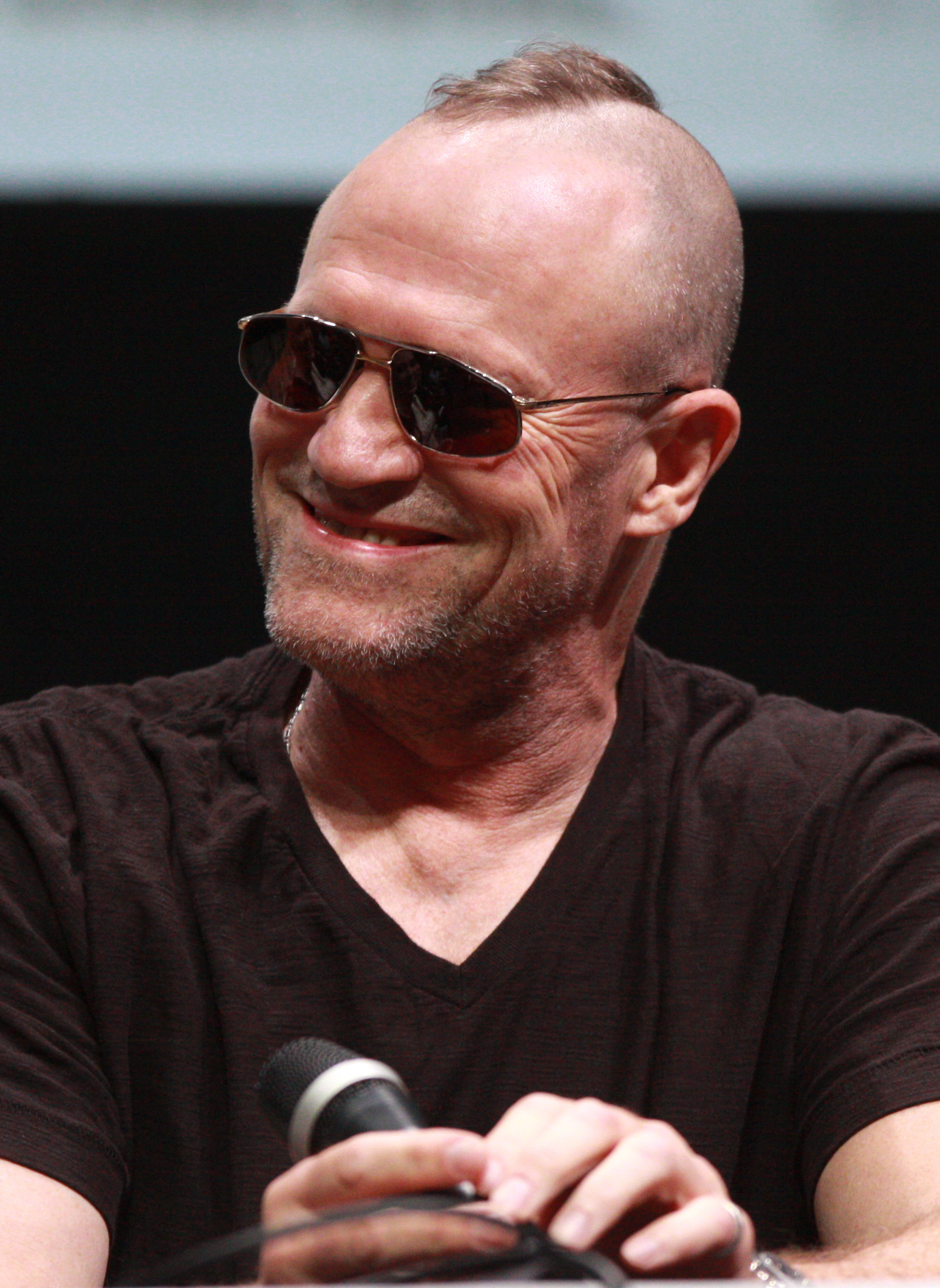
Michael Rooker
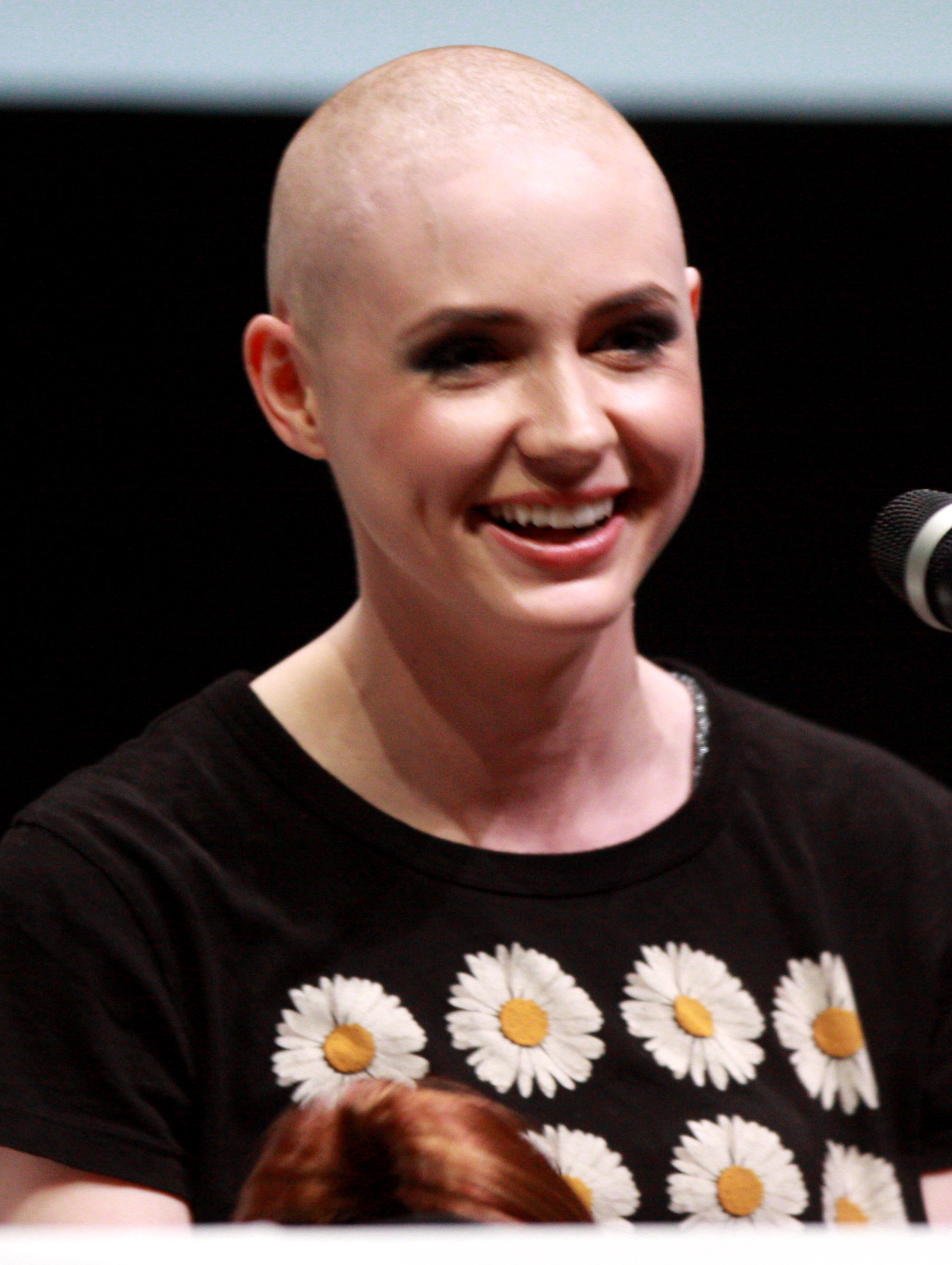
Karen Gillan
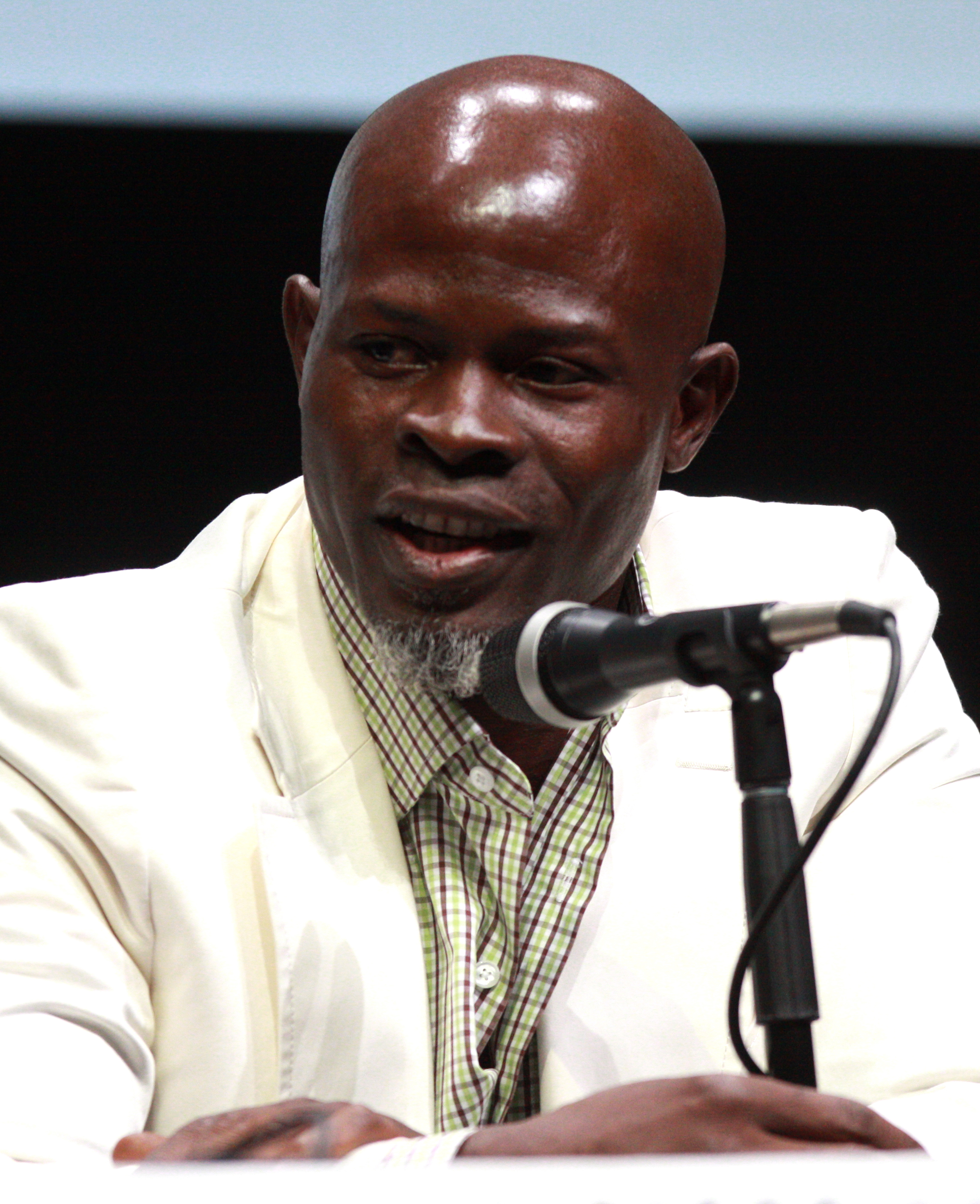
Djimon Hounsou

## Production

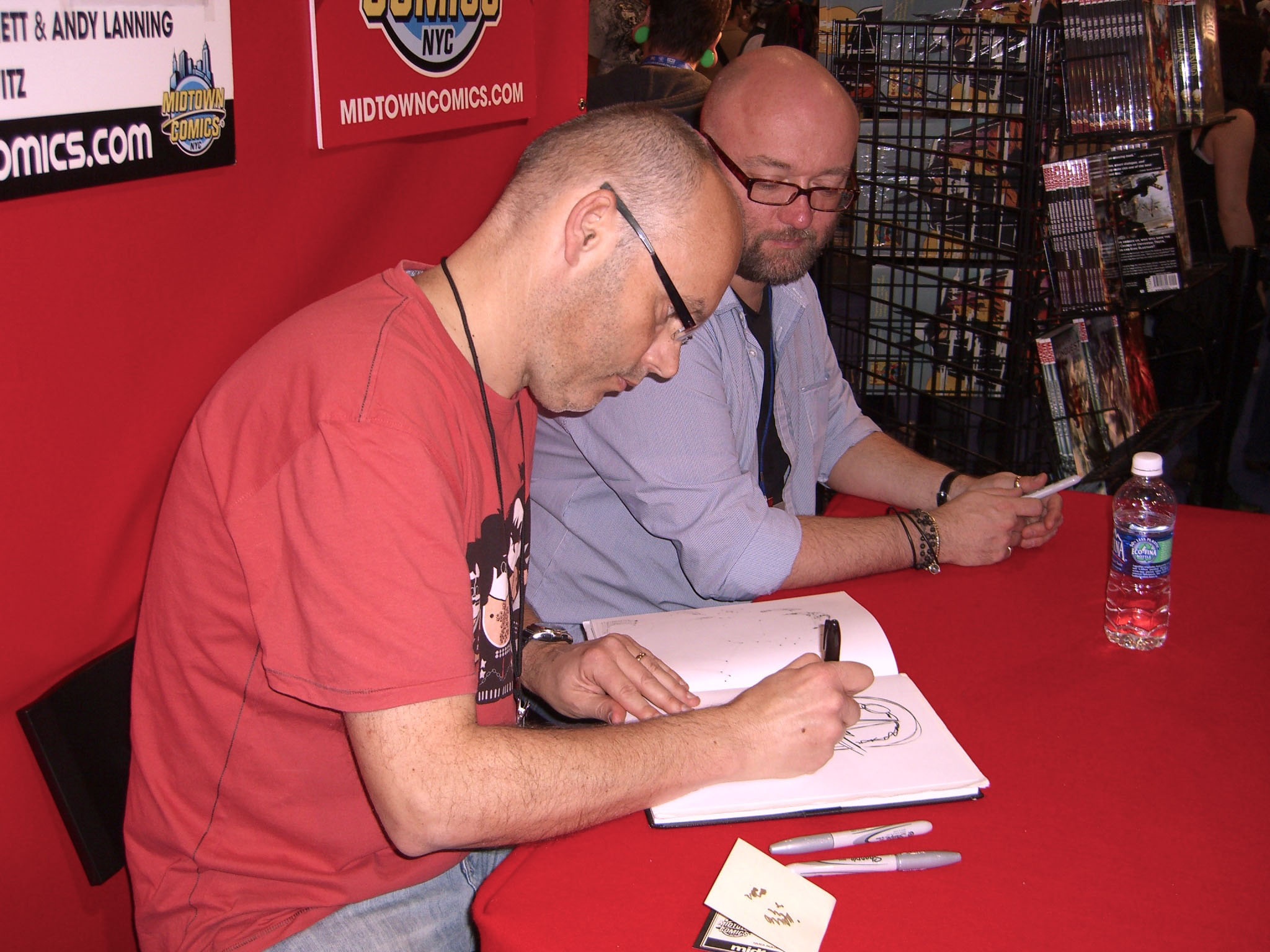
Les auteurs Dan Abnett et Andy Lanning ont marqué l'évolution des Gardiens de la Galaxie en 2008.

### Développement
Les Gardiens de la galaxie est l'adaptation cinématographique des comics du même nom, créés en 1969. Cependant, les personnages utilisés correspondent davantage à la « seconde équipe », développée par Dan Abnett dès 2008. Le coproducteur Jonathan Schwartz explique ce choix car « le ton du comic était plus sympa et irrévérencieux, et l'histoire apparaissait contemporaine, mais dans le sens cool du terme ». Pour les besoins du film, quelques éléments ont été changés par rapport aux comics :
- dans le film, Knowhere (« Nulle Part » dans les comics en français) est l'endroit où vit le Collectionneur, alors que dans les comics, c'est là où siègent les Gardiens ;
- dans les comics, Carina Walters est la fille du Collectionneur, et non son assistante comme dans le film ;
- à l'origine, Yondu Udonta est membre des Gardiens de la Galaxie, dans les comics publiés dès les années 1960. Dans le film, il incarne un bandit intergalactique qui dirige les Ravageurs et est une sorte de père de substitution pour Star-Lord[17].

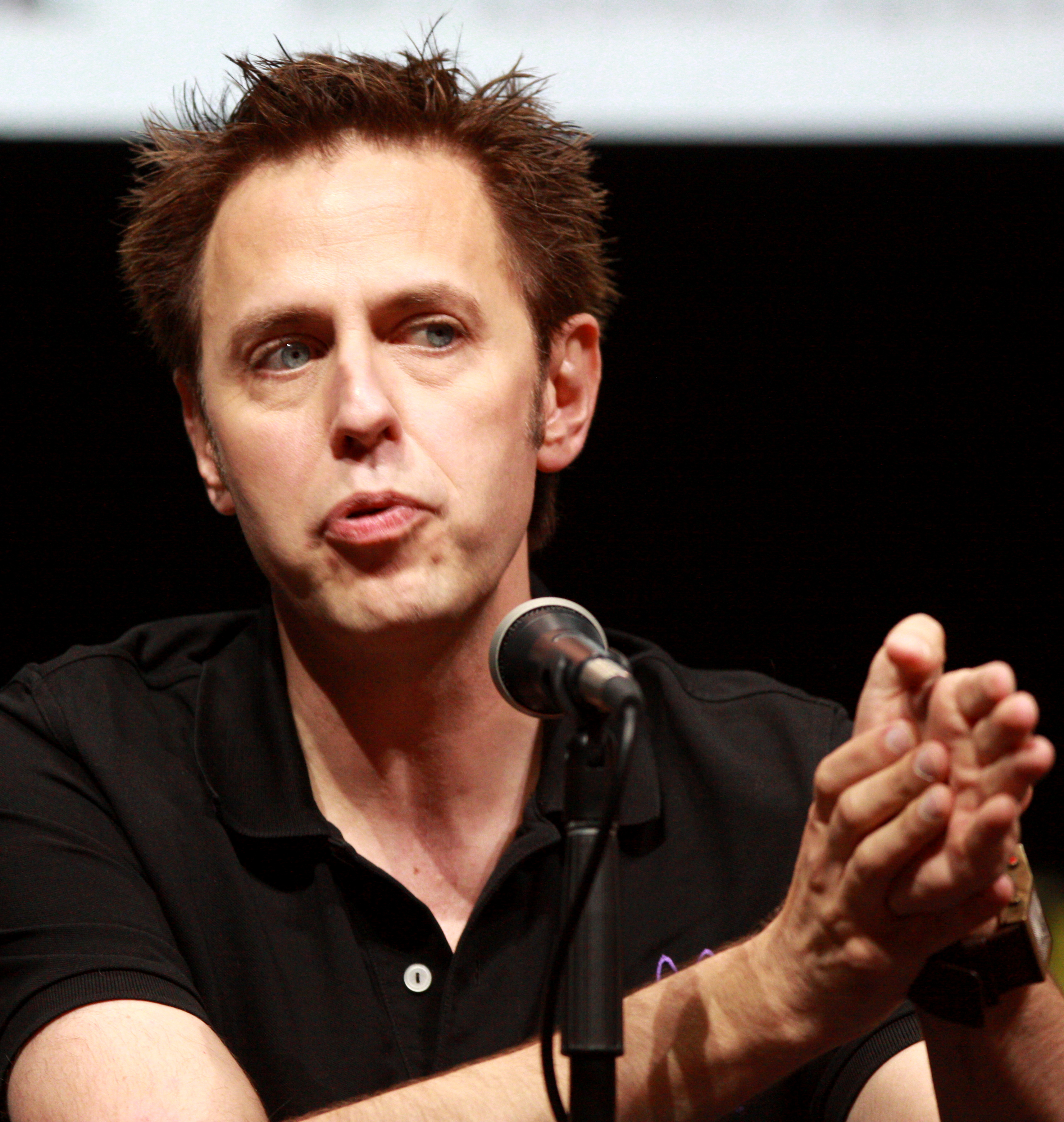
Le réalisateur James Gunn pour la promotion du film au San Diego Comic-Con 2013.

Les Gardiens de la Galaxie s'inscrit dans la « Phase 2 » de l'univers cinématographique Marvel. Plusieurs allusions avaient été glissées dans des scènes post-génériques des films précédents. À la fin de Thor : Le Monde des ténèbres, on voyait Sif et Volstagg apporter l'une des pierres d'infinité au Collectionneur, qui a un rôle plus important dans Les Gardiens de la Galaxie. Par ailleurs, tout à la fin d'Avengers, on découvrait brièvement une partie du visage de Thanos, que l'on peut voir entièrement ici et plus longuement.
Pour la réalisation du film, Marvel fait appel à James Gunn, très peu connu jusqu'alors. Le producteur Kevin Feige justifie son choix : « Il était très important pour nous de confier le film à un réalisateur capable d’apporter sa propre vision, de maîtriser les personnages et de leur donner vie d’une manière percutante, inattendue et originale. Nous avons trouvé tout cela chez James Gunn, plus une vision un peu décalée de l’histoire qui apporte un réel caractère ». Le coproducteur Jonathan Schwartz explique quant à lui que « ses films précédents sont dans la veine de l'univers Marvel : un grand sens de l'humour, de l'émotion vraie, de la profondeur, de très bons personnages et de vrais enjeux ».
Au niveau des influences, le réalisateur James Gunn explique s'être inspiré de la science-fiction des années 1950 et 1960 pour le « côté sensationnel et le fun » mais également celle des années 1980 : « j'aime le côté noir des films de science-fiction des années 80 comme Blade Runner ».

### Attribution des rôles

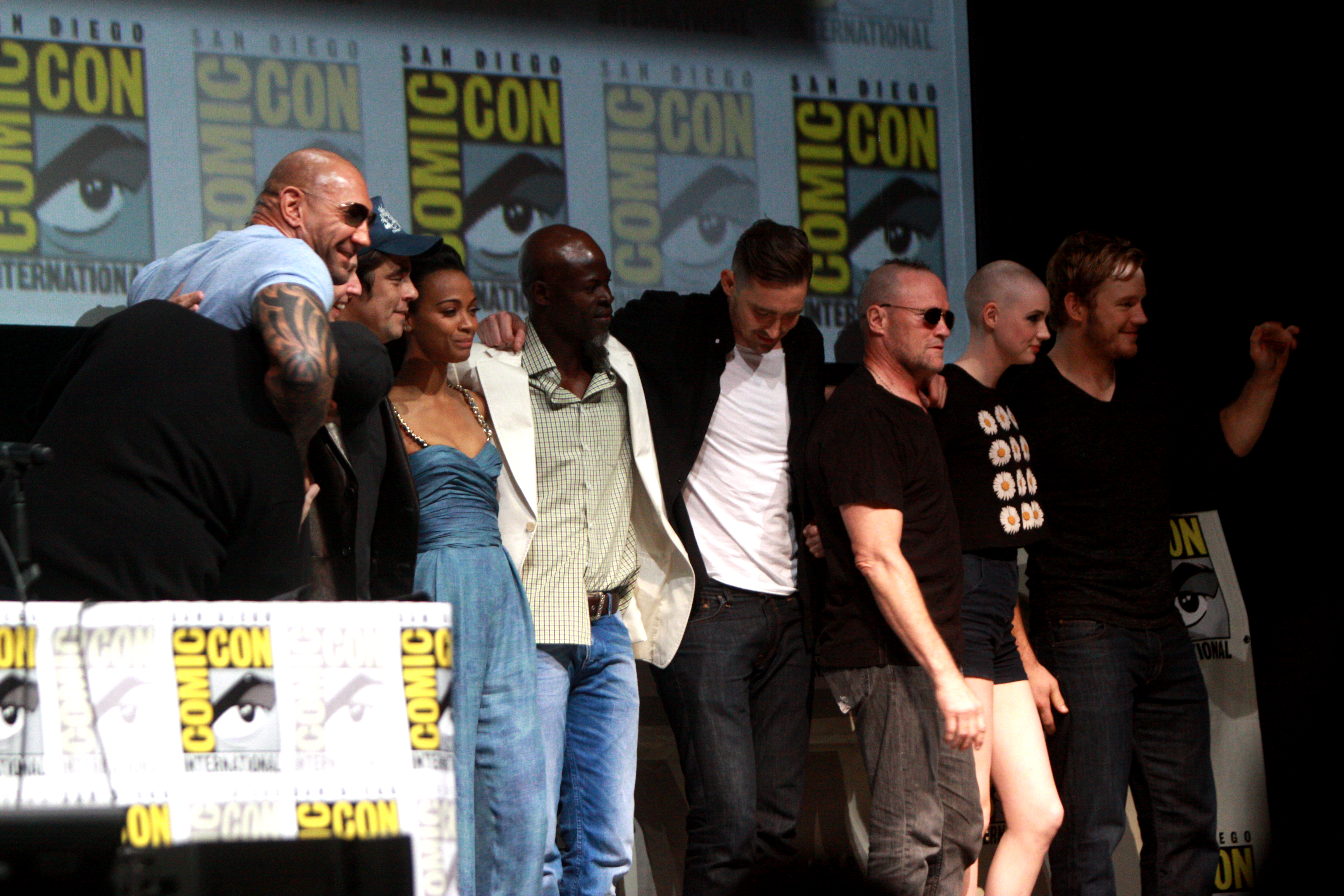
Le casting et l'équipe technique du film lors du Comic-Con de San Diego 2013, avec de gauche à droite : le producteur Kevin Feige, David Bautista, le réalisateur James Gunn, Benicio del Toro, Zoe Saldana, Djimon Hounsou, Lee Pace, Michael Rooker, Karen Gillan et Chris Pratt.

Pour le rôle de Star-Lord, Joel Edgerton, Jensen Ackles, Lee Pace, Wes Bentley, Cam Gigandet, Logan Marshall-Green, Garrett Hedlund, Chris Lowell, James Marsden, Jim Sturgess, Joseph Gordon-Levitt, Aaron Paul et bien d'autres ont été envisagés. C’est finalement Chris Pratt qui est choisi. Le producteur des films Marvel, Kevin Feige, explique : « Nous avons auditionné de nombreux acteurs et effectué des bouts d’essais poussés avec beaucoup d’entre eux, et Chris Pratt l’a emporté de loin. Il était cool, sexy, extrêmement drôle par certains aspects – c’était juste ce qu’il nous fallait ». L'acteur explique cependant qu'il avait initialement refusé le rôle. Mais après quelques hésitations, il a finalement accepté. Cependant, Chris Pratt sortait du tournage de Delivery Man (2013, Ken Scott) pour lequel il avait dû prendre du poids. Les producteurs, séduits par son audition, lui ont juste demandé de reprendre un physique similaire à celui qu'il arbore dans Zero Dark Thirty (2012, Kathryn Bigelow), tourné avant Delivery Man.
Pour la voix originale de Rocket Raccoon, les producteurs ont approché Adam Sandler, David Tennant ou encore Jim Carrey, avant de porter leur choix sur Bradley Cooper. Ce dernier avouera s'être inspiré du personnage incarné par Joe Pesci dans Les Affranchis (1990, Martin Scorsese). Quant à Groot, c'est Vin Diesel qui lui prête sa voix. L'acteur expliquera ensuite que cette expérience lui a beaucoup apporté, après le décès de son ami Paul Walker, avec lequel il a tourné la série de films Fast and Furious. Bien qu'il ne prononce que les mots « I am Groot », il a enregistré une centaine de fois cette phrase. Par ailleurs, Vin Diesel réalise lui-même le doublage de Groot en français (« Je s'appelle Groot »), en chinois mandarin (« Wo shì Groot »), russe, espagnol (« Yo soy Groot ») et portugais (« Eu sou Groot »),,.
Avant que le rôle de Gamora soit attribué à Zoe Saldana, les noms d'Olivia Wilde, Gina Carano, Rachel Nichols ou encore Adrianne Palicki ont été évoqués.
Pour incarner Drax le Destructeur, Isaiah Mustafa et Brian Patrick Wade étaient pressentis. Jason Momoa avait de son côté passé une audition, mais a préféré refuser le rôle, par peur d'être catalogué dans les personnages de « brute de service ». Marvel a donc fait appel au catcheur David Bautista, plus connu sous le nom de Batista. Ce dernier, très heureux lorsqu'il a obtenu le rôle, n'a pu cacher son émotion. Il a ensuite pris des cours pour se perfectionner au métier d'acteur.
Sean Gunn, le frère du réalisateur, incarne le Ravageur Kraglin. Cependant, sur le tournage, il a également réalisé la capture de mouvement pour les personnages de Rocket Raccoon et Thanos.

### Tournage
Le tournage débute aux environs du 6 juillet 2013, après des pre-shoots débutés le 24 juin 2013. Il a lieu principalement aux Studios de Shepperton et aux Longcross Studios en Angleterre ainsi qu'à Los Angeles. Cinq des quinze plateaux des Studios de Shepperton ont été utilisées. Pour plus de confidentialité, le tournage s'est majoritairement déroulé sous le faux-titre de Fult Tilt.
Le tournage se termine le 12 octobre 2013. Le 27 janvier 2015, Disney révèle que le film a dépassé son budget de production atteignant 232 millions de dollars.

### Post-production

#### Doublage
Dans les versions originale et québécoise :
- Star-Lord nomme son vaisseau spatial le Milano en hommage à l'actrice Alyssa Milano. Le réalisateur James Gunn explique que Peter Quill était amoureux d'elle quand il était petit. Cependant, dans la version française, Milano (qui est aussi le nom d'une ville d'Italie) devient Milan, et donc la référence aux années 1980 est perdue[30].
- Star-Lord qualifie en plaisantant l'acteur John Stamos de hors-la-loi. Ce dernier est remplacé par David Hasselhoff dans la version originale sous-titrée en français et par Jack Sparrow dans la version française[19], ce qui est un anachronisme puisque le personnage de Jack Sparrow n'avait pas encore été créé par Disney lorsque Star-Lord a quitté la Terre[30].

## Musique
Bandes originales de l'Univers cinématographique Marvel
Captain America : Le Soldat de l'hiver
(2014) Guardians of the Galaxy (Original Score)
(2014)

### Guardians of the Galaxy - Awesome Mix Vol. 1
L'album sort le 29 juillet 2014. Il correspond aux chansons présentes sur le walkman cassette de Star-Lord et compilées par sa mère. La pochette de l'album montre d'ailleurs un vieux lecteur contenant une cassette avec inscrit au stylo « Awesome Mix Vol. 1 ».
Hormis Spirit in the Sky, qui figure uniquement dans la bande-annonce, tous les titres sont entendus dans le film.
Liste des titres
| 1.    | Hooked on a Feeling            | Blue Swede                  | 2:52 |
| 2.    | Go All the Way                 | Raspberries                 | 3:21 |
| 3.    | Spirit in the Sky              | Norman Greenbaum            | 4:02 |
| 4.    | Moonage Daydream               | David Bowie                 | 4:41 |
| 5.    | Fooled Around and Fell in Love | Elvin Bishop                | 4:35 |
| 6.    | I'm Not in Love                | 10cc                        | 6:03 |
| 7.    | I Want You Back                | The Jackson 5               | 2:58 |
| 8.    | Come and Get Your Love         | Redbone                     | 3:26 |
| 9.    | Cherry Bomb                    | The Runaways                | 2:17 |
| 10.   | Escape (The Piña Colada Song)  | Rupert Holmes               | 4:37 |
| 11.   | O-o-h Child                    | Five Stairsteps             | 3:13 |
| 12.   | Ain't No Mountain High Enough  | Marvin Gaye & Tammi Terrell | 2:29 |
| 44:34 |                                |                             |      |

### Guardians of the Galaxy(Original Score)
Bandes originales de l'Univers cinématographique Marvel
Guardians of the Galaxy - Awesome Mix Vol. 1
(2014) Avengers : L'Ère d'Ultron
(2015)
La musique du film est composée par Tyler Bates.
Liste des titres
| No  | Titre                         | Durée |
| --- | ----------------------------- | ----- |
| 1.  | Morag                         | 1:58  |
| 2.  | The Final Battle Begins       | 4:21  |
| 3.  | Plasma Ball                   | 1:18  |
| 4.  | Quill's Big Retreat           | 1:38  |
| 5.  | To the Stars                  | 2:52  |
| 6.  | Ronan's Theme                 | 2:24  |
| 7.  | Everyone's an Idiot           | 1:26  |
| 8.  | What a Bunch of A-Holes       | 2:14  |
| 9.  | Busted                        | 1:34  |
| 10. | The New Meat                  | 0:36  |
| 11. | The Destroyer                 | 1:27  |
| 12. | Sanctuary                     | 2:26  |
| 13. | The Kyln Escape               | 7:23  |
| 14. | Don't Mess With My Walkman    | 0:44  |
| 15. | The Great Companion           | 0:51  |
| 16. | The Road to Knowhere          | 0:37  |
| 17. | The Collector                 | 3:20  |
| 18. | Ronan's Arrival               | 0:56  |
| 19. | The Pod Chase                 | 3:56  |
| 20. | Sacrifice                     | 3:20  |
| 21. | We All Got Dead People        | 1:46  |
| 22. | The Ballad of the Nova Corps. | 1:48  |
| 23. | Groot Spores                  | 1:11  |
| 24. | Guardians United              | 2:46  |
| 25. | The Big Blast                 | 3:05  |
| 26. | Groot Cocoon                  | 2:29  |
| 27. | Black Tears                   | 2:43  |
| 28. | Citizens Unite                | 1:15  |
| 29. | A Nova Upgrade                | 2:10  |

## Accueil

### Accueil critique
Sur l'agrégateur américain Rotten Tomatoes, le film recueille 91 % d'opinions positives, pour 322 critiques recensées. Sur Metacritic, il obtient une moyenne de 76/100, pour 53 critiques.
En France, le site Allociné propose une note moyenne de 3,8⁄5 à partir de l'interprétation de critiques provenant de 27 titres de presse. Parmi les avis positifs, une journaliste de 20 minutes écrit que le film est une « vraie réussite, peut-être la meilleure d’une filmographie qui s’étoffe au fil des années… ». Pour Renaud Baronian du Parisien, c'est « la première comédie de superhéros grand public » et un film que « les enfants vont adorer ». Dans Libération, le journaliste pense que Les Gardiens de la Galaxie se distingue « de la masse des blockbusters estivaux ».
Certaines critiques françaises sont beaucoup moins favorables au film. Dans TéléCinéObs, Guillaume Loison déplore une « mise en scène incapable du moindre souffle épique » dans un « énième attrape-geek formaté du sol au plafond ». Quant à Philippe Lagouche de La Voix du Nord, c'est du « cinéma hard-discount ». Éric Libiot, de L'Express, regrette que tout soit « laborieux : la mise en place des personnages, le développement de l'intrigue, jusqu'à sa résolution », tout en admettant qu'il y a « pourtant de quoi faire une bonne série : l'humour est là et les personnages existent ».

### Box-office
Aux États-Unis et au Canada, le film réalise 94 320 883 $ de recettes pour son premier week-end d'exploitation, battant ainsi le record du meilleur démarrage au mois d'août de tous les temps, précédemment détenu par La Vengeance dans la peau, avec un premier week-end en août 2007 à 69 283 690 $ de recettes. Les Gardiens de la Galaxie prend ainsi la tête du box-office du premier week-end d'août 2014, devant Lucy et Get on Up.
| Pays ou région | Box-office        | Date d'arrêt du box-office | Nombre de semaines |
| -------------- | ----------------- | -------------------------- | ------------------ |
| États-Unis     | 333 176 600 $     | 22 janvier 2015            | 25                 |
| France         | 2 393 763 entrées | 1er octobre 2014           | 7                  |
| Total mondial  | 773 328 629 $     | 22 janvier 2015            | 25                 |

### Controverses
Le 9 août 2014, en raison d'un conflit entre Disney et Amazon sur les prix, ce dernier stoppe les précommandes de certains films dont Les Gardiens de la Galaxie.

## Distinctions
Entre 2014 et 2017, le film Les Gardiens de la Galaxie a été sélectionné 154 fois dans diverses catégories et a remporté 52 récompenses,.

### Récompenses
- St. Louis Film Critics Association Awards 2014 :
  - Meilleure bande originale
  - Meilleure comédie
- Critics' Choice Movie Awards 2015 :
  - Meilleurs maquillages et coiffures
  - Meilleur film d'action
- Saturn Awards 2015 : 
  - Meilleur film tiré d'un comic
  - Meilleure réalisation
  - Meilleur acteur pour Chris Pratt
  - Meilleur maquillage

### Nominations
- MTV Movie Awards 2015 : 
  - meilleure équipe à l'écran pour Bradley Cooper et Vin Diesel
  - meilleure interprétation torse nu pour Chris Pratt
  - meilleure interprétation comique pour Chris Pratt
  - meilleur héros pour Chris Pratt
  - meilleur acteur pour Chris Pratt
  - meilleur moment musical pour Chris Pratt
- British Academy Film Awards 2015 :
  - Meilleurs effets visuels pour Stéphane Ceretti, Paul Corbould, Jonathan Fawkner et Nicolas Aithadi
  - Meilleurs maquillages et coiffures pour Elizabeth Yianni-Georgiou et David White
- Critics' Choice Movie Awards 2015 :
  - Meilleurs effets visuels
  - Meilleur acteur dans un film d'action pour Chris Pratt
  - Meilleure actrice dans un film d'action pour Zoe Saldana
- Oscars 2015 :
  - Meilleurs maquillages et coiffures pour Elizabeth Yianni-Georgiou et David White
  - Meilleurs effets visuels pour Stéphane Ceretti, Nicolas Aithadi, Jonathan Fawkner et Paul Corbould
- Satellite Awards 2015 : meilleurs effets visuels pour Stéphane Ceretti
- Writers Guild of America Awards 2015 : meilleur scénario adapté de film pour James Gunn et Nicole Perlman

## Analyse
- Lors de la dispute entre Rocket Racoon et Drax, Rocket menace de « coller cinq ou six balles dans sa sale gueule de catcheur à la retraite » à Drax, interprété par le catcheur à la retraite Dave Bautista.